# Брас
Брас (от нидерл. bras) — снасть бегучего такелажа, закрепляемая за нок рея (или спинакер-гика на яхте) и служащая для разворота паруса в горизонтальном направлении. Спинакер-гик снабжают контр-брасом, проводимым от его нока в нос.
Брасы бывают: фока-брас, нижний фор-марса-брас, верхний фор-марса-брас, нижний фор-брам-брас, верхний фор-брам-брас, фор-бом-брам-брас, грота-брас, нижний грот-марса-брас, верхний грот-марса-брас, нижний грот-брам-брас, верхний грот-брам-брас, грот-бом-брам-брас, бегин-брас, нижний крюйс-марса-брас, верхний крюйс-марса-брас, нижний крюйс-брам-брас, верхний крюйс-брам-брас, крюйс-бом-брам-брас.
У каждого рея — 2 браса: правый и левый; у летучего бом-брам-рея брасов нет вообще, у грот-рея на больших судах есть 2 браса, идущих вперёд и 2, идущих назад. Брасы на наветренном борту судна называют «наветренными брасами», брасы с противоположного борта — «подветренными».
Для обозначения того, какие реи какой мачты обслуживают брасы, к их наименованию прибавляют название мачт и реев: фока-брасы, грота-брасы.
Трос, один конец которого закреплён за обух бугеля на ноке рея, а другой оканчивается блоком, через который проводят брас, называют «брас-шкентелем».
Разворачивание реев с помощью брасов называют «брасопкой» (от глагола «брасопить», «брасовать»).